# Michał Kubiak
Michał Jarosław Kubiak (Wałcz, 23 de fevereiro de 1988) é um jogador de voleibol polonês que atua na posição de ponteiro, campeão com a seleção de seu país do Campeonato Mundial disputado em 2014, e também medalhista de ouro da Liga Mundial no ano de 2012.

## Carreira
Kubiak começou atuando na praia junto com seu atual companheiro de seleção Zbigniew Bartman. Juntos eles conquistaram a medalha de ouro no Campeonato Europeu de Voleibol de Praia Sub-18 e a medalha de prata no Campeonato Mundial de Volei de Praia Sub-18 no ano de 2004.
Como membro regular da seleção polonesa de voleibol masculino. Em 2016, representou seu país nos Jogos Olímpicos de Verão no Rio de Janeiro, que ficou em 7º lugar.

## Vida pessoal
O irmão mais velho de Misiek, também joga vôlei e atualmente ele defende as cores de um clube do vôlei Norueguês. Kubiak tem uma filha que nasceu no dia de seu aniversário no ano de 2014 e se chama Pola.

## Clubes
| Clube                       | De      | A       |
| --------------------------- | ------- | ------- |
| Joker Piła                  | 2005–06 | 2005–06 |
| KS PZU AZS Olsztyn          | 2006–07 | 2006–07 |
| KS Poznań                   | 2007–08 | 2007–08 |
| Hapoel Kiryat Ata           | 2008–09 | 2008–09 |
| Pallavolo Padova            | 2009–10 | 2009–10 |
| AZS Politechnika Warszawska | 2010–11 | 2010–11 |
| Jastrzębski Węgiel          | 2011–12 | 2013–14 |
| Halkbank Ankara             | 2014–15 | 2015–16 |
| Panasonic Panthers          | 2016–17 | 2022–23 |
| Beijing BAIC Motors         | 2018    | 2018    |
| Shanghai Bright             | 2023    |         |

## Conquista s

### Voleibol de praia
- 2004  Campeonato Europeu de Voleibol Sub-18
- 2004  Campeonato Mundial de Voleibol Sub-18

### Clubes
- 2006/2007  Campeonato Polonês
- 2011  Campeonato Mundial
- 2012/2013  Campeonato Polonês
- 2013/2014  Campeonato Polonês
- 2013/2014  Liga dos Campeões da Europa
- 2014/2015  Supercopa Turca
- 2014/2015  Copa da Turquia
- 2014/2015  Campeonato Turco

### Seleção
- 2014  Campeonato Mundial
- 2012  Liga Mundial
- 2011  Copa do Mundo
- 2011  Campeonato Europeu
- 2011  Liga Mundial

## Prêmios individuais
- 2014 Copa da Polônia - Melhor Atacante
- 2015 Liga Mundial - Melhor Ponteiro-Passador

## Condecorações
- 2014  - Honra ao Mérito (Pela conquista do Campeonato Mundial de 2014.)